# Shahid Khan
Shahid Khan, Shad Khan (urdu ‏شاہد خان‎, ur. 18 lipca 1950 w Lahaur) − amerykański przedsiębiorca pakistańskiego pochodzenia. Jest właścicielem firmy produkującej części do samochodów Flex-N-Gate, klubu futbolu amerykańskiego Jacksonville Jaguars i drużyny piłki nożnej Fulham F.C., a także współwłaścicielem i głównym inwestorem organizacji wrestlingu All Elite Wrestling (AEW). Jego firma Flex-N-Gate produkowała innowacyjne zderzaki tłoczone z jednej blachy. Jego synem jest inwestor związany z przemysłem sportowym Tony Khan.

## Wczesne życie i edukacja
Urodził się 18 lipca 1950 w Lahaur w Pakistanie. Jego rodzina prowadziła małe przedsiębiorstwo budowlane. W 1967, w wieku 16 lat, wyemigrował do Stanów Zjednoczonych, mając przy sobie 500 dolarów amerykańskich, aby rozpocząć studia na Uniwersytecie Illinois w Urbanie i Champaign na wydziale architektury. Aby utrzymać się w tym czasie, początkowo pracował jako pomywacz i zarabiał 1,20 dolarów za godzinę. Po pierwszym semestrze zrezygnował z architektury, ponieważ uznał, że zawód architekta nie jest wystarczająco opłacalny. W 1971 ukończył studia na wydziale Inżynierii przemysłowej i uzyskał tytuł Bachelor’s degree.

## Kariera biznesowa
W 1970 rozpoczął pracę w firmie Flex-N-Gate, produkującej części i akcesoria samochodowe. Po ukończeniu studiów rok później, awansował na stanowisko kierownika Inżynierii. W 1978 założył własną firmę Bumper Works, korzystając z 13 tysięcy dolarów amerykańskich własnych oszczędności i 50 tysięcy dolarów pożyczki od funduszu wspierania drobnej przedsiębiorczości. Jego firma produkowała innowacyjne zderzaki – tłoczone z jednej blachy. Dzięki temu samochody były lżejsze i spalały mniej paliwa. Do tej pory zderzaki były składane z kilkunastu części. Były pracodawca Khana, z firmy Flex-N-Gate, oskarżył go o kradzież tajemnicy handlowej i pozwał go do sądu. Po dwóch latach postępowanie zakończyło się, ponieważ Khan wykupił firmę Flex-N-Gate. Bumper Works stało się oddziałem Flex-N-Gate w Danville w stanie Illinois. Jego zderzaki kupowały wszystkie amerykańskie firmy tak zwanej wielkiej trójki przemysłu samochodowego – Ford, General Motors i Chrysler. W 1989 Khan stał się wyłącznym dostawcą zderzaków do Toyoty na terenie Stanów Zjednoczonych. Pod koniec lat 80. XX wieku jego firma odnotowywała roczny przychód w wysokości 17 milionów dolarów amerykańskich rocznie, a w 2011 wynosiły one 3,4 miliardy dolarów.
W 2011 podjął próbę zakupienia 60% akcji drużyny futbolu amerykańskiego St. Louis Rams, ale ostatecznie uprzedził go inny przedsiębiorca, Stanley Kroenke, który miał już pakiet mniejszościowy. W tym samym roku Khanowi udało się kupić klub Jacksonville Jaguars, za 760 milionów dolarów. Khan został pierwszym przedstawicielem amerykańskich mniejszości narodowych, który posiadał drużynę grającą w National Football League.
W 2013 kupił drużynę piłki nożnej Fulham F.C. grającą w Premier League.
1 stycznia 2019 wraz z synem Tonym Khanem oficjalnie ogłosił powstanie firmy All Elite Wrestling, będącej organizacją wrestlingu. W swoim oświadczeniu z 8 stycznia napisał, że będzie głównym inwestorem i będzie wspierał rozwój firmy, a Tony Khan będzie jej kierownikiem.
W 2023 Forbes oszacował jego majątek na ponad 11 miliardów dolarów amerykańskich.

## Życie prywatne
Jest obywatelem Stanów Zjednoczonych. Deklaruje się jako muzułmanin. Mieszka w Naples w stanie Floryda. Jego żoną jest Ann Carlson Khan, którą poznał w 1977. Ma dwójkę dzieci. Inwestor związany z przemysłem sportowym Tony Khan jest jego synem.